# Sankt-Lorenz-Insel
Die Sankt-Lorenz-Insel (englisch St. Lawrence Island, Yupik-Sprache: Sivuqaq) liegt inmitten der Beringsee etwa 250 km südwestlich der Westspitze von Alaska  und knapp 100 km vor der Ostspitze Russlands.
Die zum US-Bundesstaat Alaska gehörende, baumlose Insel ist 140 km lang und zwischen 13 und 35 Kilometer breit. Mit 4640 km² Landfläche ist sie die größte Insel im Beringmeer. Den höchsten Punkt bildet der 631 m hohe Mount Atok.
Auf St. Lorenz leben heute etwa 1300 Yupik, überwiegend in den Hauptorten Gambell im Nordwesten und Savoonga an der Nordküste der Insel.
Der in russischen Diensten stehende dänische Marineoffizier Vitus Bering entdeckte die Insel am 21. August 1728 (neuen Stils). Im Schiffstagebuch wurde die Entdeckung auf Samstag, den 10. August (alten Stils) datiert. Er benannte die Insel deshalb zu Ehren des an diesem Tag im Jahre 258 verstorbenen christlichen Märtyrers Laurentius von Rom (Lorenz/Lawrence).
Zur Fauna der Insel gehören unter anderem der Schopfalk, ein mittelgroßer Vogel aus der Familie der Alkenvögel. Auf der Insel befindet sich eine der bedeutenderen Brutkolonien dieser Art. Auch der Zwergalk, der kleinste Alkenvogel, ist ein Brutvogel dieser Insel.

Ansichten
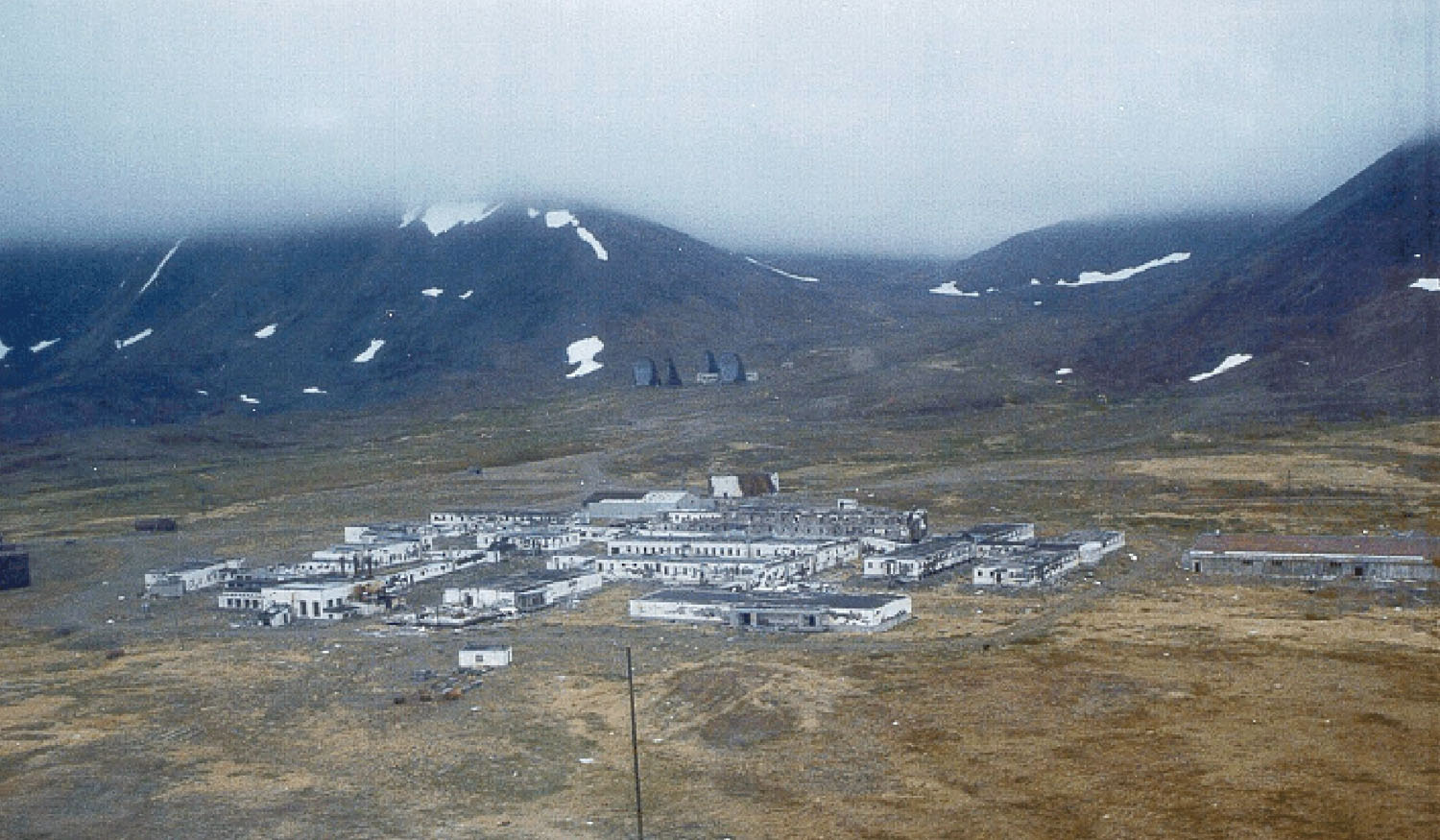
Die frühere Northeast Cape Air Force Station
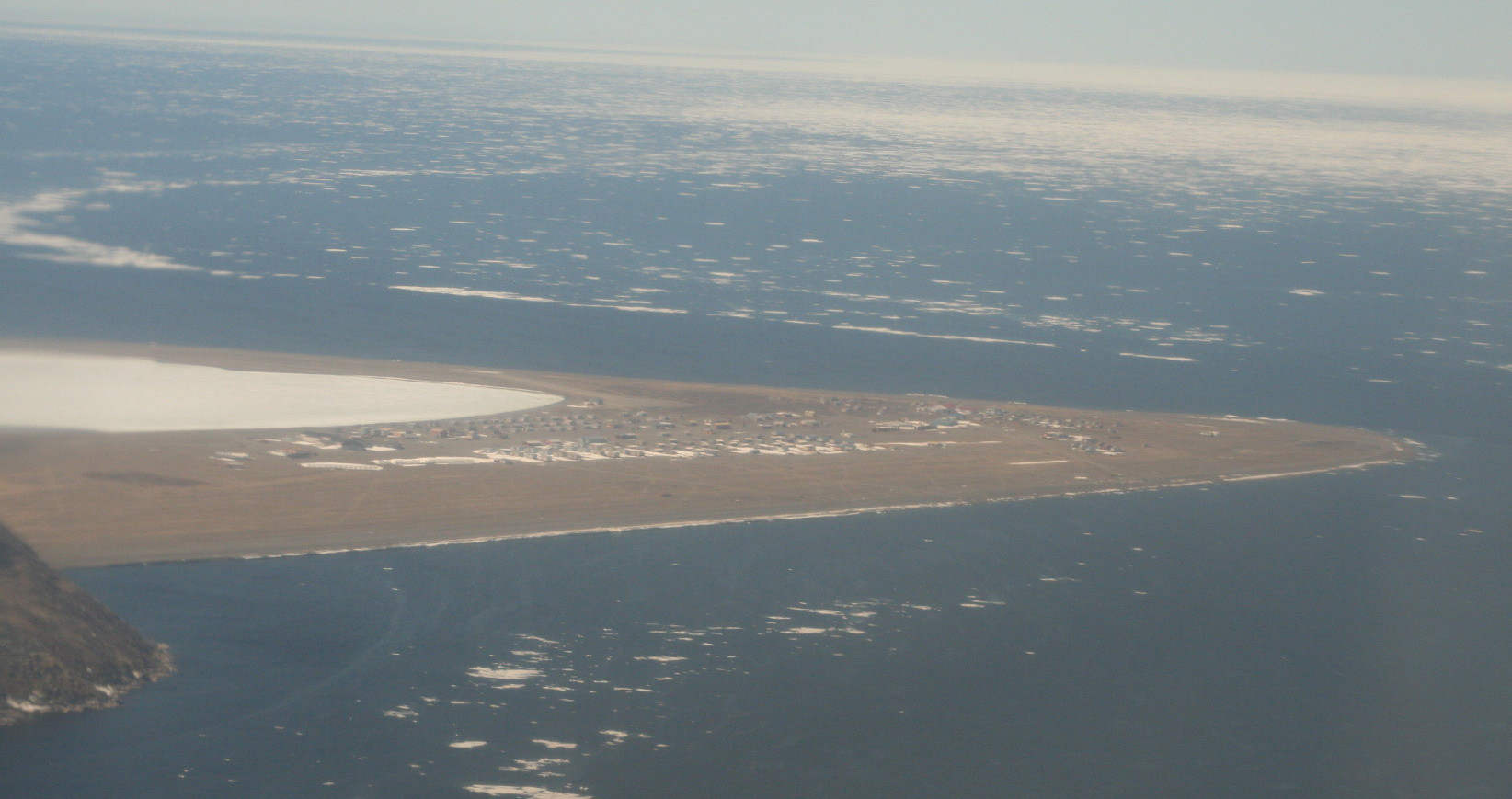
Luftbild des Ortes Gambell
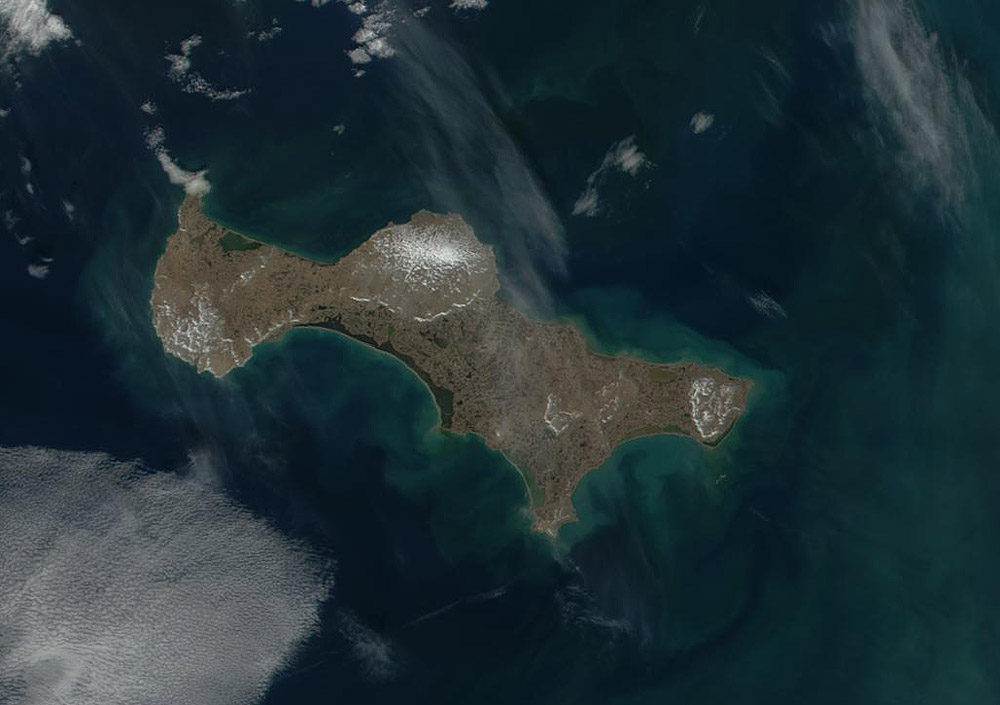
Satellitenbild der Insel